# Friedrich Albert Schmitt
Friedrich Albert Schmitt OSB (ur. 5 stycznia 1894 w Mannheim, zm. 16 września 1970 w Neckarsulm) – niemiecki benedyktyn, w latach 1924-1945 opat opactwa w Krzeszowie. Zrealizował inicjatywy mające na celu rozwój duchowy, edukacyjny oraz odbudowę życia monastycznego w klasztorach benedyktyńskich w Niemczech. Był ostatnim opatem opactwa w Krzeszowie. 

## Życiorys
Urodził się 5 stycznia 1894 r. w Mannheim, gdzie uczęszczał do szkoły powszechnej, a następnie do gimnazjum. Po zdaniu matury w 1912 r. wstąpił do opactwa św. Marcina w Beuron, w którym otrzymał imię zakonne Albert. W trakcie nowicjatu został skierowany do benedyktyńskiego opactwa w Erdington w Anglii. 21 maja 1914 r. złożył profesję zakonną i odbywał studia filozoficzne i teologiczne.
W 1919 r., po zakończeniu I wojny światowej i wydaleniu z Anglii, wraz z niemieckimi członkami konwentu przybył do opactwa benedyktynów w Gerleve w Westfalii. 12 czerwca 1920 r. w Münster przyjął sakrament święceń. Tego samego roku został skierowany do pracy w opactwie w Krzeszowie.   
W latach 1922–1924 pełnił posługę duszpasterską i uczył religii w Weingarten. 19 lipca 1924 r. klasztor w Krzeszowie został podniesiony do rangi opactwa. 30 lipca 1924 r. Albert Schmitt został wybrany opatem tego opactwa (w 16. turze głosowania). Benedykcji - jako najmłodszemu wówczas opatowi w Niemczech - udzielił mu 10 sierpnia 1924 r. arcybiskup wrocławski, kardynał Adolf Bertram.   
W trakcie swojej działalności odbył liczne podróże po różnych krajach europejskich oraz po Niemczech, gdzie wygłaszał wykłady. Współpracował z opatem Ildefonsem Herwegenem z opactwa Maria Laach w ramach Ruchu Liturgicznego, początkowo dzieląc z nim pozytywne nastawienie do ideologii nazistowskiej. Określał siebie mianem „budowniczego mostów” między Kościołem katolickim a państwem. Jego bliskość z narodowym socjalizmem sprowadziła na niego krytykę zarówno ze strony klasztoru, jak i arcybiskupa wrocławskiego Adolfa Bertrama, którego następcą Schmitt był przez pewien czas rozważany.  
Cieszył się zaufaniem wielu przedstawicieli śląskiej arystokracji, utrzymując bliskie relacje zarówno z prawicowymi politykami, jak i przemysłowcami, zwłaszcza z kręgu Związku Katolickiej Szlachty na Śląsku. Jego zażyłość z wicekanclerzem Franzem von Papenem (utrzymywana aż do jego śmierci w 1969 r.) sprawiła, że w 1933 r. był rozpatrywany jako kandydat na urząd biskupa Münsteru oraz Berlina. Schmitt uczestniczył również w negocjacjach dotyczących wykładni Konkordatu Rzeszy.   
Po 1933 r. jego początkowy entuzjazm wobec narodowego socjalizmu zaczął ustępować narastającemu rozczarowaniu. Szczególnie dotkliwie odczuł to po konfiskacie zabudowań klasztornych w 1940 r., które przekształcono najpierw w obóz dla przesiedleńców, następnie w obóz przejściowy dla wrocławskich Żydów przed ich deportacją do Teresina, a potem ponownie w obóz dla przesiedleńców. W obliczu coraz brutalniejszych ataków nazistów na Kościół i zakony całkowicie wycofał się z jakiejkolwiek działalności politycznej. 
Czterdziestu spośród sześćdziesięciu jeden mnichów zostało powołanych do służby wojskowej, jednak opat uniknął tego obowiązku dzięki mianowaniu na proboszcza w Krzeszowie. W lutym 1945 r. uciekł wraz z kilkoma starszymi braćmi do Neresheim w Badenii-Wirtembergii.
Od 1957 r. pełnił funkcję przewodniczącego Konferencji Opackiej. Na początku Światowego Kongresu Eucharystycznego w 1960 r. w Monachium doznał zawału serca, z którego nigdy już całkowicie nie wyzdrowiał. Mimo to pozostał na swoim stanowisku, spędzając dłuższy czas na leczeniu we Włoszech. 21 marca 1969 r. złożył rezygnację. Zmarł 16 września 1970 r. w szpitalu w Neckarsulm na skutek niewydolności serca i został pochowany na cmentarzu przy kościele św. Korneliusza w Wimpfen.
Opat Schmitt był aktywny naukowo zarówno w Krzeszowie, jak i później w Bad Wimpfen. Jego prace koncentrowały się głównie na historii Kościoła, zwłaszcza historii Kościoła angloszkockiego oraz dziejach kongregacji. Napisał niemal 200 haseł do drugiego wydania Słownika teologii i Kościoła, ponad sto artykułów w różnych czasopismach, siedem monografii oraz trzy książki zawierające tłumaczenia dzieł Ansgara Voniera i T. F. Lindsaya.
Za rządów opata Schmitta opactwo benedyktyńskie w Krzeszowie stało się znaczącym ośrodkiem odnowy religijnej na pruskim Śląsku. Intensywna działalność duszpasterska, wspierana równolegle przez aktywność wydawniczą oraz dynamiczny rozwój ruchu pielgrzymkowego, przyczyniła się do ponownego umocnienia pozycji Krzeszowa jako ważnego punktu na religijnej mapie regionu.  